# Nesillas longicaudata
Nesillas longicaudata là một loài chim trong họ Acrocephalidae.